# Quincunx-Kartenprojektion

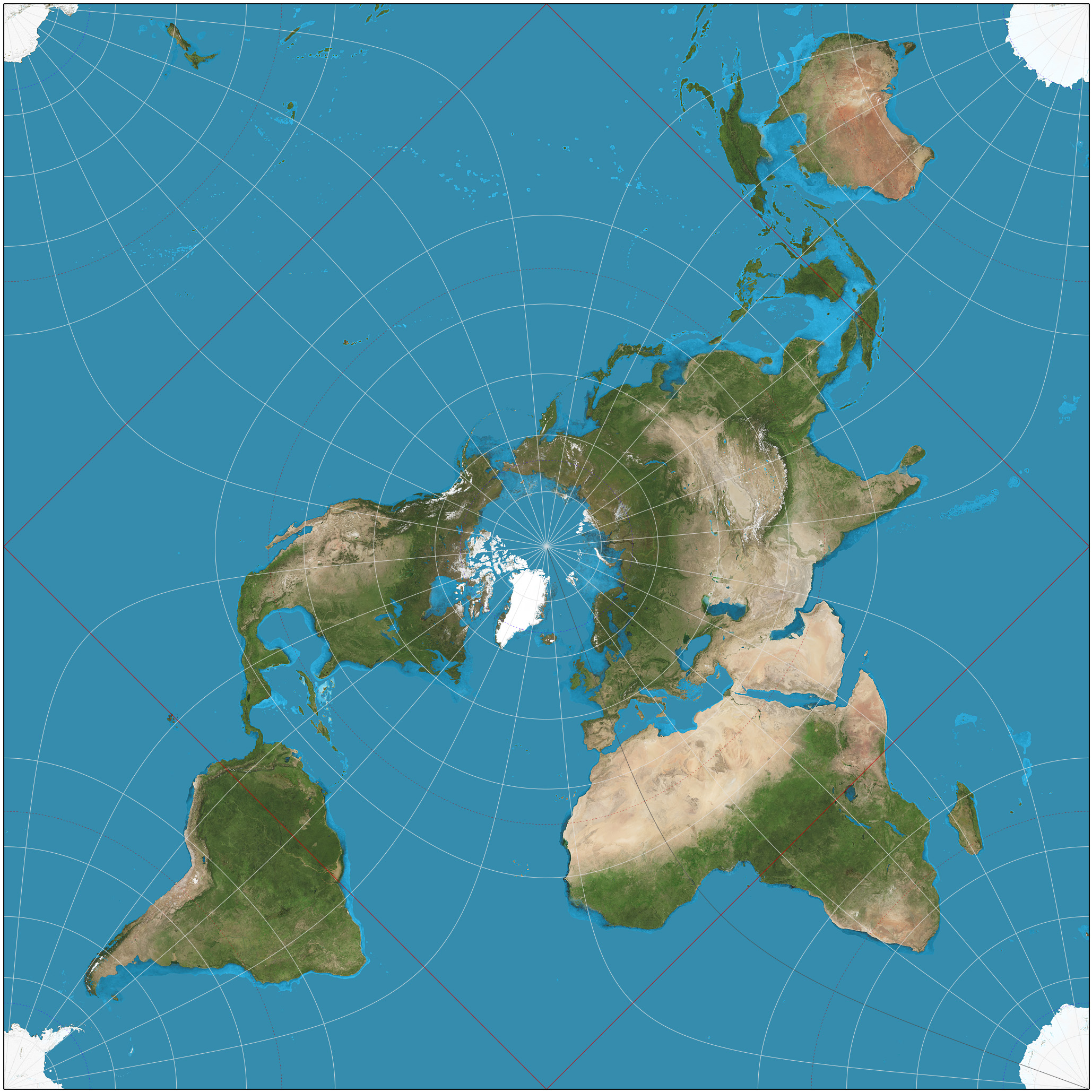
Quincunx-Kartenprojektion der Erdoberfläche

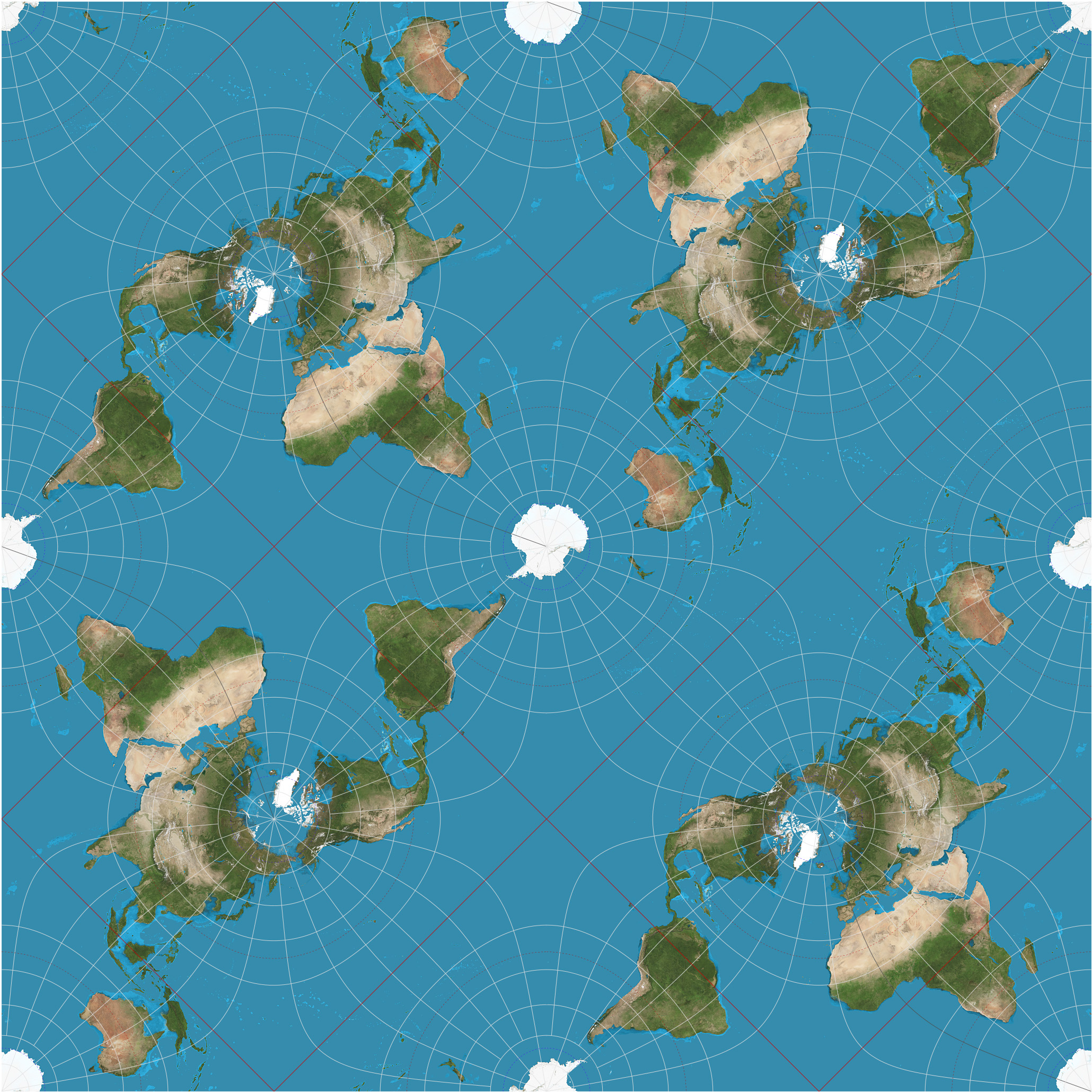
Kachelartige Darstellung

Die Quincunx-Kartenprojektion ist eine von Charles S. Peirce im Jahr 1879 veröffentlichte konforme Kartenprojektion (auch Stereografische Projektion), die in allen Bereichen mit Ausnahme der Ecken der inneren Hemisphäre konform, das heißt winkeltreu ist.

## Namensgebung
Der Name Quincunx bezeichnet die Anordnung von fünf Punkten in einem Quadrat mit einem Punkt im Zentrum und vier Punkten in den Ecken. Peirce hat diese Bezeichnung gewählt, weil diese Struktur der Verteilung der Pole in seiner Kartenprojektion entspricht.

## Aufbau der Quincunx-Projektion
In der Projektion von Peirce wird die gesamte Erdoberfläche in einem Quadrat erfasst. Die nördliche Halbkugel wird in der üblichen Darstellung wiederum in ein Quadrat projiziert, dessen Ecken jeweils in der Mitte der Kanten des äußeren Quadrates liegen. Der Äquator entspricht den Kanten dieses inneren, auf die Spitze gestellten Quadrates. Die südliche Halbkugel ist aufgeteilt in vier gleichschenklige Dreiecke, die in den äußeren Ecken des Gesamtquadrates liegen. Während der Nordpol das Zentrum des Quadrates bildet, ist der Südpol durch die vier Ecken des äußeren Quadrates bezeichnet.
Die Flächen der südlichen Hemisphäre sind symmetrisch so angeordnet, dass man aus zwei Teilen der Projektion ein Rechteck bilden kann, welches beliebig zu verschieben ist. Durch Vervierfachung der Projektion erhält man eine kachelartige Darstellung, in der auch der Südpol im Zentrum eines Kartenausschnittes liegt.
Bei winkeltreuen Karten bleiben die Winkel zwischen den Linien unverändert, das heißt, der Maßstab ist von einem Punkt aus in alle Richtungen konstant. Meridian und Breitenkreise schneiden sich senkrecht. Auch die Form der Flächen bleibt lokal erhalten. Winkeltreue Karten werden hauptsächlich in der Navigation und im Vermessungswesen eingesetzt. Längentreu ist die Projektion von Peirce nicht: Sie ist an den Polen stark zusammengedrängt und am Äquator stark gedehnt. Der Äquator und vier Meridiane sind Geraden, alle übrigen Längen- und Breitengrade sind komplizierte Kurven.

## Hinweise zur Berechnung der Projektion
Die Berechnungen der Quincunx-Karten beruhen auf der komplexen Analysis (Funktionentheorie), bei der die Punkte einer flachen Oberfläche wie Zahlen einer komplexen Ebene behandelt werden. Eine konforme Karte ist eine Funktion, in der die Winkel bewahrt werden. Formal ist eine Funktion w = f(z) konform, wenn in z0 die Winkel und die durch z0 laufenden Kurven ihre Orientierung erhalten. Die Berechnung der Projektion benötigt elliptische Integrale erster Art.

## Vergleichbare Projektionen
Veröffentlichungen vergleichbarer Konzepte konformer Projektionen, die in ein Quadrat eingebunden werden, stammen von dem Franzosen  Emile Guyou (1886/87) und Oscar C. Adams, der wie Peirce bei der U.S. Coast and Geodetic Survey tätig war. Die Peirce-Projektion wurde in abgewandelter Form von der U.S. Coast and Geodetic Survey noch im Zweiten Weltkrieg zur Verwendung bei der Verfolgung von Flugbewegungen vorgeschlagen.